# Coelidium dahlgrenii
Coelidium dahlgrenii är en ärtväxtart som beskrevs av Granby. Coelidium dahlgrenii ingår i släktet Coelidium, och familjen ärtväxter. Inga underarter finns listade i Catalogue of Life.